# Melodifestivalen 1994
Melodifestivalen 1994 var den 34:e upplagan av musiktävlingen Melodifestivalen och samtidigt Sveriges uttagning till Eurovision Song Contest 1994. 
Finalen hölls på TV-huset i Stockholm den 12 mars 1994. Där vann melodin "Stjärnorna", framförd av Marie Bergman och Roger Pontare), genom att ha fått högst totalpoäng av jurygrupperna. För fjärde, dock totalt elfte, gången i rad delades finalen upp i två omgångar, där jurygrupper röstade fram fem bidrag till en andra tävlingsomgång. Tittarrösterna försvann det här året, eftersom det varit impopulärt bland jurygrupperna året innan. Marie Bergman, som vann med Roger Pontare, blev den första artisten i den svenska uttagningen som vann tävlingen för tredje gången. Sveriges Television införde en ny regel om demosångare som skulle vara beredda att få framföra bidraget i tävlingen.
"Stjärnorna" fick sedan representera Sverige i ESC 1994 som arrangerades i Dublin på Irland den 30 april 1994. 

## Tävlingsupplägg[2]
För fjärde året i rad, dock totalt elfte gången sammanlagt, gick finalen till på det sättet att man hade två tävlingsomgångar. Dessa avgjordes helt och hållet av jurydistrikten i landet istället för att tittarna fick rösta, som man fått göra ett år tidigare. Telefonröster skulle återkomma först 1997 (i ESC) och 1999 (i Melodifestivalen). De fyra jurystäderna som slopades året innan (på grund av telefonröstningen), Umeå, Sundsvall, Örebro och Karlstad, fick vara med igen och rösta.
Likt många tidigare år genomfördes en allmän inskickning av bidrag till festivalen, som sedan lyssnades av Sveriges Televisions urvalsjury som valde ut de tio bidragen. Inför själva inkskicket la Sveriges Television in en ny regel som sade att demosångarna på de inskickade bidraget skulle vara beredda, om Sveriges Television så önskade, att framföra bidraget live i tävlingen. Detta för att televisionen tröttnat på att kända och duktiga artister sjöng in på demon men vägrade sedan att ställa upp i tävlingen. Om man nu som demoartist blev erbjuden en plats men inte ville ställa upp kunde det resultera i att både artist och bidraget blev diskvalificerat. Så skedde bl.a. för bidraget "Joanna" (av Stephan Berg och Tommy Nilsson) , eftersom låtens demosångare, Tommy Nilsson, inte ville ställa upp det här året. Låten kom dock med året därpå istället. Ersättare blev låten "Jag stannar hos dig", med text och musik av Stephan Berg, som därmed fick med ett bidrag i alla fall.
Det här årets festival fick kritik i kvällstidningar för att bidragen haft undermålig kvalité. Flera av de tävlande låtarna (och artisterna) fick ingen eller mycket liten framgång med sina tävlingsbidrag efter finalen. TV3 genomförde en egen Melodifestival det här året, under ledning av Bert Karlsson, där flera av de låtar som urvalsjuryn ratat tävlade. Dock tävlade man inte där om någon ESC-plats utan bara om äran. 

### Återkommande artister
Endast två artister i detta startfält återkom från ett tidigare år. Resterande var debutanter i tävlingen.
| Artist        | Tidigare år (med placering) (Melodifestivalen) | Tidigare år (med placering) (ESC) |
| ------------- | ---------------------------------------------- | --------------------------------- |
| Marie Bergman | 19711 (1:a), 19721 (1:a)                       | 19711 (6:a), 19721 (13:e)         |
| Nick Borgen   | 1993 (2:a)                                     | –                                 |

1 1971 och 1972 tävlade Marie Bergman som medlem i gruppen Family Four.

## Finalkvällen
Finalen av festivalen 1994 direktsändes i Kanal 1 den 12 mars 1994 kl. 20.00-22.15 från TV-huset i Stockholm. Sändningen avbröts kl. 21.00 för ett fem minuter långt Aktuellt (nyhetsprogram). Programledare var Kattis Ahlström och Sven Melander och kapellmästare var Anders Berglund. Kören bestod av Lotten Andersson, Erika Essen-Möller och Kjell Segebrandt. 
Då telefonröstningen slopades fick de elva jurydistrikten, som vardera representerade en svensk stad, rösta i bägge omgångarna. Umeå, Sundsvall, Örebro och Karlstad fick vara med igen, efter att ha fått stå över året innan. Jurygrupperna hade som vanligt fyra parametrar att hålla sig till:
1. Jurygruppen skulle innehålla tio personer.
2. Juryn skulle vara lika könsfördelad, dvs. skulle bestå av fem män och fem kvinnor.
3. Av hela juryn totalt skulle fyra personer vara musikkunniga och sex personer skulle representera allmänheten.
4. Av hela juryn totalt skulle fyra personer vara mellan 16 och 30 år, tre personer 30–45 år och tre personer 45–60 år.

Finalupplägget såg exakt ut som året innan. Först framfördes de tio bidragen där de elva regionala jurydistrikten röstade i en sluten omröstning om vilka fem som skulle gå till finalomgången. De som inte tog sig vidare slutade på delad sjätte plats. Efter att de fem ropats upp av programledarna nollställdes det tidigare resultatet och den andra omgången påbörjades. Precis som poängen sätt ut de senaste åren, såg de även ut det här året. Det vill säga, juryns etta fick 8 poäng, tvåan 6 poäng, trean 4 poäng, fyran 2 poäng och femman 1 poäng. Alla bidragen belönades därmed med minst ett poäng per jurygrupp i den andra röstningsomgången.

### Första omgången

#### Startlista
Nedan listas bidragen i startordning i den första omgången. Bidrag med beige bakgrund tog sig till andra omgången.
Resterande låtar placerade sig på delad sjätte plats.
| Nr | Artist                          | Låt                             | Upphovsmän (Text & musik)                      | Anmärkning |
| -- | ------------------------------- | ------------------------------- | ---------------------------------------------- | ---------- |
| 1  | Tina Röklander                  | Kom och dela min hemlighet      | Sanna Moberg (t), Anders Dannvik (tm)          | Till final |
| 2  | Nick Borgen                     | Små minnen av dig               | Pierre Breidensjö (t), Jörgen Johansson (m)    | Till final |
| 3  | Perikles                        | Vill du resa till månen med mig | Bosse Nilsson (tm)                             | Utslagen   |
| 4  | Gladys del Pilar                | Det vackraste jag vet           | Ingela 'Pling' Forsman (t), Michael Saxell (m) | Till final |
| 5  | Tiffany                         | Håll om mig i kväll             | Tommy Kaså (tm), Anica Olson (tm)              | Utslagen   |
| 6  | Marie Bergman & Roger Pontare   | Stjärnorna                      | Mikael Littvold (t), Peter Bertilsson (m)      | Till final |
| 7  | Carina Jaarnek & Mikael Jaarnek | Det är aldrig försent           | Kjell-Åke Norén (tm), Christer Johansson (tm)  | Utslagen   |
| 8  | Jonny Lindé                     | Jag stannar hos dig             | Stephan Berg (tm)                              | Utslagen   |
| 9  | Jan Höglund                     | Kärlekens vind                  | Arne Höglund (tm)                              | Utslagen   |
| 10 | Cayenne                         | Stanna hos mig                  | Lilling Palmeklint (tm)                        | Till final |

### Andra omgången

#### Poäng och placeringar
| Nr | Låt                        | Luleå | Umeå | Sunds- vall | Falun | Örebro | Karl- stad | Gbg | Malmö | Växjö | Norr- köping | Stholm | Summa | Plac. |
| -- | -------------------------- | ----- | ---- | ----------- | ----- | ------ | ---------- | --- | ----- | ----- | ------------ | ------ | ----- | ----- |
| 1  | Kom och dela min hemlighet | 2     | 1    | 4           | 2     | 1      | 2          | 1   | 2     | 2     | 2            | 2      | 21    | 5     |
| 2  | Små minnen av dig          | 1     | 2    | 8           | 1     | 2      | 1          | 2   | 1     | 1     | 1            | 1      | 21    | 4     |
| 4  | Det vackraste jag vet      | 6     | 4    | 2           | 8     | 6      | 6          | 4   | 8     | 4     | 6            | 8      | 62    | 2     |
| 6  | Stjärnorna                 | 8     | 6    | 6           | 6     | 4      | 8          | 8   | 4     | 8     | 4            | 4      | 66    | 1     |
| 10 | Stanna hos mig             | 4     | 8    | 1           | 4     | 8      | 4          | 6   | 6     | 6     | 8            | 6      | 61    | 3     |

- Tittarsiffror del 1: 3 073 000 tittare.[3]
- Tittarsiffror del 2: 3 699 000 tittare.[3]

### Juryuppläsare
- Luleå: Anita Lovén
- Umeå: Sture Karlsson
- Sundsvall: Maritta Selin
- Falun: Kerstin Eriksson
- Örebro: Per Eric Nordquist
- Karlstad: Ulf Schenkmanis
- Göteborg: Gösta Hanson
- Malmö: Aina Rundqvist
- Växjö: Håkan Sandberg
- Norrköping: Larz-Thure Ljungdahl
- Stockholm: Ulla Rundquist

## Eurovision Song Contest
Föregående år hade Irland tagit hem segern på hemmaplan (sin totala femte vinst) och fick därför återigen arrangera, vilket de också gjorde. Tävlingen förlades till The Point Theatre i huvudstaden Dublin den 30 april. Efter det här året har samtliga Eurovisionsfinaler (och semifinaler) sänts under maj månad (till och med 2013).
Det här året blev ett mycket speciellt ESC-år, i och med att före detta Jugoslavien och Sovjetunionens nu uppdelade stater hade blivit självständiga. Då många länder ville vara med i tävlingen blev EBU tvungna att införa en maxgräns på landsantalet, och beslöt därför att de sju länder som placerat sig sämst året innan (dvs. Cypern, Luxemburg, Turkiet, Danmark, Slovenien, Israel och Belgien) tvingades stå över detta år till förmån för de östeuropeiska länder som ville in i tävlingen. Dessa sju nya länder, som då gjorde debut, var Estland, Litauen, Polen, Rumänien, Ryssland, Slovakien och Ungern. Italien drog tillbaka sin anmälan, vilket gjorde att Cypern kunde deltaga. Totalt kom 25 länder att tävla.
Sverige tävlade som nummer ett (av tjugofem länder) och slutade efter juryöverläggningarna i varje land på totalt trettonde plats med 48 poäng. För tredje året i rad tog Irland hem segern (med 226 poäng, tävlingens dittills största totalpoäng) vilket blev unikt i Eurovisionen eftersom inget annat land hade lyckats med den bedriften. En av de debutanterna, Polen, blev tvåa med 166 poäng följt av Tyskland på tredje plats med 128 poäng. Allra sist blev Litauen med noll poäng, och därmed också det tionde landet som slutat poänglöst sedan 1975. Fyra av de sju debutanterna hamnade i den nedre hälften av slutresultatet.

### Fotnoter
1. ↑  Melodifestivalen 1994, 34:e utgåvan, eftertexter.[källa från Wikidata]
2. ↑  ”Melodifestivalen 1994”. Sveriges Television. Arkiverad från originalet den 19 juli 2012. https://archive.is/20120719090620/http://www.svt.se/melodifestivalen/ommelodifestivalen/melodifestivalen-1994. Läst 24 oktober 2012.
3. 1 2  Mediamätning i Skandinavien